# Stanisław Trebunia-Tutka
Stanisław Trebunia-Tutka (ur. 7 czerwca 1947, zm. 18 listopada 2016) – polski zawodnik i trener narciarski, działacz sportowy.
Był narciarzem i piłkarzem. Jako zawodnik od 1959 związany był z LKS Poroniec Poronin, będąc między innymi medalistą mistrzostwo Polski seniorów w kombinacji norweskiej z 1963. Powołany był również do polskiej kadry na X Zimowe Igrzyska Olimpijskie w Grenoble, na które jednak nie pojechał i wkrótce zakończył karierę zawodniczą. Był wieloletnim trenerem skoków narciarskich i kombinacji norweskiej w LKS Poroniec Poronin. Wśród jego wychowanków był między innymi Kamil Stoch, którego szkoleniowcem był w latach 2001–2009. Stworzył również w rodzinnym Białym Dunajcu klub sportowy LKS Biali Biały Dunajec, którego był prezesem. Był także radnym gminy Biały Dunajec (w latach 2002–2010, nie uzyskał następnie reelekcji; reprezentował Jedność Tatrzańską).

## Wyniki wyborcze
| Wybory | Komitet wyborczy | Komitet wyborczy       | Organ                    | Okręg       | Wynik        |
| ------ | ---------------- | ---------------------- | ------------------------ | ----------- | ------------ |
| 2002   |                  | KWW JEDNOŚĆ TATRZAŃSKA | Rada gminy Biały Dunajec | nr 2        | 254 (26,85%) |
| 2006   | nr 2             | KWW JEDNOŚĆ TATRZAŃSKA | Rada gminy Biały Dunajec | 174 (2,91%) |              |